# Ульяновская ТЭЦ-1
Ульяновская ТЭЦ-1 — теплоэлектроцентраль, расположенная в Засвияжском районе города Ульяновска и находящаяся в собственности ПАО «Т Плюс». Основные функции ТЭЦ — производство электричества и теплоснабжение. Обслуживает потребителей Ленинского и Засвияжского районов г. Ульяновска. Установленная электрическая мощность — 435 МВт; установленная тепловая мощность — 2014 Гкал/час.

## История
Первая в Ульяновске теплоэлектроцентраль была построена при Ульяновском автомобильном заводе, дав электроэнергию его цехам в начале 1947 года. В 1951 году ТЭЦ была связана линией электропередачи с Ульяновской горэлектростанцией.                                                                                 
Первая очередь ТЭЦ, официально пущенная 31 декабря 1946 г., состояла из трех пылеугольных котлов среднего давления производительностью 75 тонн пара в час и двух турбогенераторов мощностью по 6 МВт. Начиная с 1972 года последовательно был введен один паровой котёл высокого давления производительностью 420 тонн пара в час, три котла 480 тонн пара в час и 2 котла производительностью 500 тонн пара в час каждый. В 1973 году станция переведена на природный газ как основной вид топлива. В 1988 году станция достигла проектной мощности.

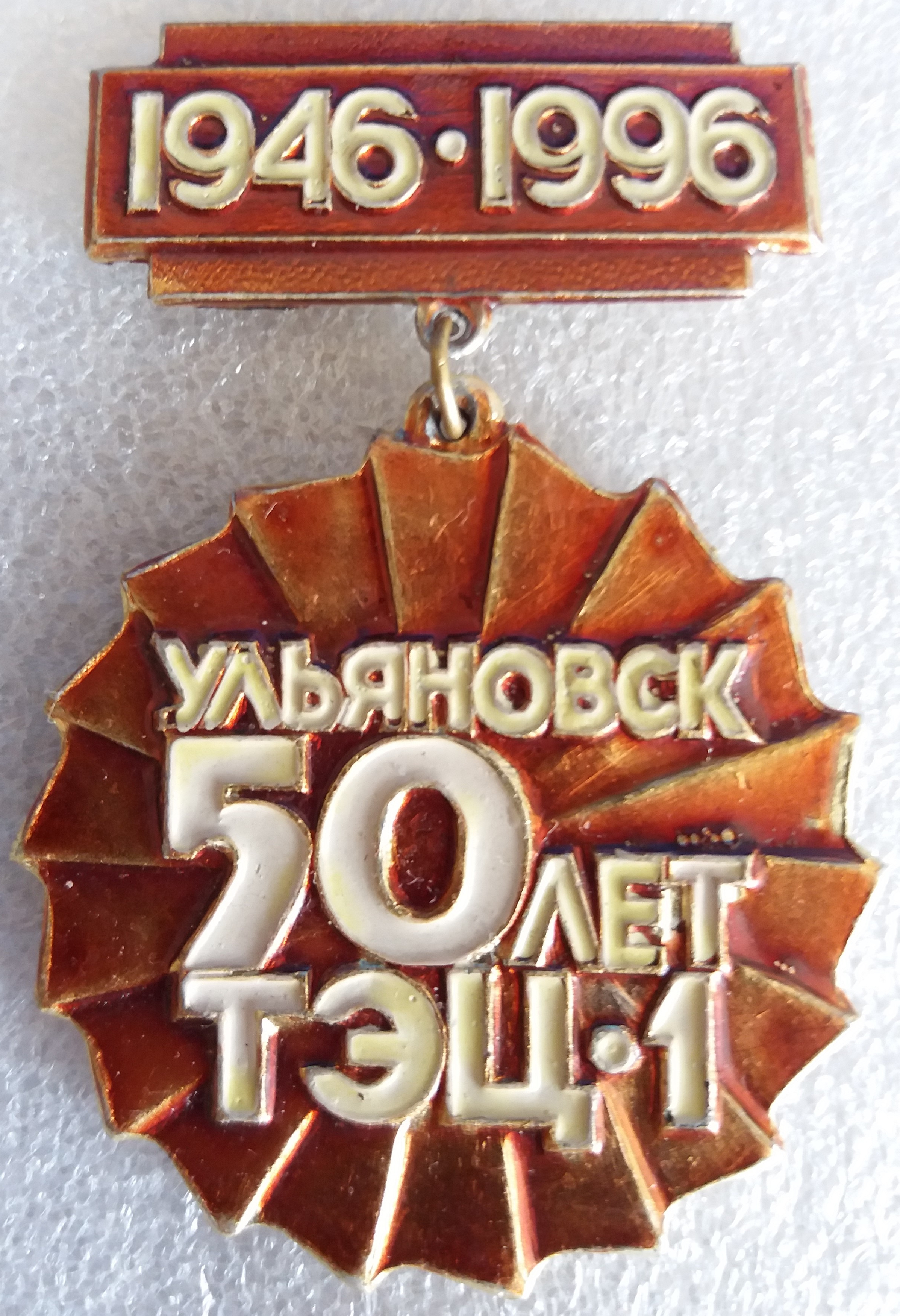
Значок - "50 лет УТЭЦ - 1".

В состав ТЭЦ-1 была включена первая очередь недостроенной Ульяновской ТЭЦ-3, состоящая только из водогрейного оборудования.

## Перечень основного оборудования
| Агрегат                                                                                                  | Тип              | Изготовитель                                               | Количество | Ввод в эксплуатацию     | Основные характеристики | Основные характеристики | Источники   |
| Агрегат                                                                                                  | Тип              | Изготовитель                                               | Количество | Ввод в эксплуатацию     | Параметр                | Значение                | Источники   |
| --- | ---------------- | ---------------------------------------------------------- | ---------- | ----------------------- | ----------------------- | ----------------------- | ----------- |
| Оборудование паротурбинных установок                                                                     |                  |                                                            |            |                         |                         |                         |             |
| Паровой котёл                                                                                            | ТП-87-1          | Таганрогский котельный завод «Красный котельщик»           | 1          | 1972 г.                 | Топливо                 | газ                     | [ 3 ] [ 2 ] |
| Паровой котёл                                                                                            | ТП-87-1          | Таганрогский котельный завод «Красный котельщик»           | 1          | 1972 г.                 | Производительность      | 420 т/ч                 | [ 3 ] [ 2 ] |
| Паровой котёл                                                                                            | ТП-87-1          | Таганрогский котельный завод «Красный котельщик»           | 1          | 1972 г.                 | Параметры пара          | 140 кгс/см2, 560 °С     | [ 3 ] [ 2 ] |
| Паровой котёл                                                                                            | ТГМ-96Б          | Таганрогский котельный завод «Красный котельщик»           | 3          | 1973 г. 1975 г. 1982 г. | Топливо                 | газ                     | [ 3 ] [ 2 ] |
| Паровой котёл                                                                                            | ТГМ-96Б          | Таганрогский котельный завод «Красный котельщик»           | 3          | 1973 г. 1975 г. 1982 г. | Производительность      | 480 т/ч                 | [ 3 ] [ 2 ] |
| Паровой котёл                                                                                            | ТГМ-96Б          | Таганрогский котельный завод «Красный котельщик»           | 3          | 1973 г. 1975 г. 1982 г. | Параметры пара          | 140 кгс/см2, 560 °С     | [ 3 ] [ 2 ] |
| Паровой котёл                                                                                            | ТГМЕ-464         | Таганрогский котельный завод «Красный котельщик»           | 1          | 1987 г. 1992 г.         | Топливо                 | газ                     | [ 3 ] [ 2 ] |
| Паровой котёл                                                                                            | ТГМЕ-464         | Таганрогский котельный завод «Красный котельщик»           | 1          | 1987 г. 1992 г.         | Производительность      | 500 т/ч                 | [ 3 ] [ 2 ] |
| Паровой котёл                                                                                            | ТГМЕ-464         | Таганрогский котельный завод «Красный котельщик»           | 1          | 1987 г. 1992 г.         | Параметры пара          | 140 кгс/см2, 560 °С     | [ 3 ] [ 2 ] |
| Паровая турбина                                                                                          | ПТ-60-130/13     | Ленинградский металлический завод                          | 1          | 1972 г.                 | Установленная мощность  | 60 МВт                  | [ 3 ] [ 2 ] |
| Паровая турбина                                                                                          | ПТ-60-130/13     | Ленинградский металлический завод                          | 1          | 1972 г.                 | Тепловая нагрузка       | 139 Гкал/ч              | [ 3 ] [ 2 ] |
| Паровая турбина                                                                                          | Т-100/120-130-2  | Уральский турбинный завод                                  | 1          | 1973 г.                 | Установленная мощность  | 105 МВт                 | [ 3 ] [ 2 ] |
| Паровая турбина                                                                                          | Т-100/120-130-2  | Уральский турбинный завод                                  | 1          | 1973 г.                 | Тепловая нагрузка       | 160 Гкал/ч              | [ 3 ] [ 2 ] |
| Паровая турбина                                                                                          | Т-110/120-130-3  | Уральский турбинный завод                                  | 1          | 1975 г.                 | Установленная мощность  | 110 МВт                 | [ 3 ] [ 2 ] |
| Паровая турбина                                                                                          | Т-110/120-130-3  | Уральский турбинный завод                                  | 1          | 1975 г.                 | Тепловая нагрузка       | 175 Гкал/ч              | [ 3 ] [ 2 ] |
| Паровая турбина                                                                                          | ПТ-80/100-130/13 | Ленинградский металлический завод                          | 2          | 1982 г. 1988 г.         | Установленная мощность  | 80 МВт                  | [ 3 ] [ 2 ] |
| Паровая турбина                                                                                          | ПТ-80/100-130/13 | Ленинградский металлический завод                          | 2          | 1982 г. 1988 г.         | Тепловая нагрузка       | 180 Гкал/ч              | [ 3 ] [ 2 ] |
| Водогрейное оборудование                                                                                 |                  |                                                            |            |                         |                         |                         |             |
| Водогрейный котёл                                                                                        | ПТВМ-100         | Дорогобужский котельный завод Белгородский котельный завод | 5          | 1965—1969 г.            | Топливо                 | газ                     | [ 3 ] [ 2 ] |
| Водогрейный котёл                                                                                        | ПТВМ-100         | Дорогобужский котельный завод Белгородский котельный завод | 5          | 1965—1969 г.            | Производительность      | 100 Гкал/ч              | [ 3 ] [ 2 ] |
| Водогрейный котёл                                                                                        | ПТВМ-180         | Барнаульский котельный завод                               | 1          | 1981 г.                 | Топливо                 | газ                     | [ 3 ] [ 2 ] |
| Водогрейный котёл                                                                                        | ПТВМ-180         | Барнаульский котельный завод                               | 1          | 1981 г.                 | Производительность      | 180 Гкал/ч              | [ 3 ] [ 2 ] |
| Примечание: водогрейное оборудование котельного цеха (ТЭЦ-3) производительностью 500 Гкал/ч не показано. |                  |                                                            |            |                         |                         |                         |             |